# Hellmann's
Hellmann's es una marca comercial de mayonesa y otros productos alimenticios fundada en 1913. La marca, originaria de Estados Unidos, también se vende en todo el resto de América, Europa, Oriente Medio y Canadá. Con el nombre de Best Foods se vende en Estados Unidos al oeste de las Montañas Rocosas, y también en Asia, Australia y Nueva Zelanda.

## Historia

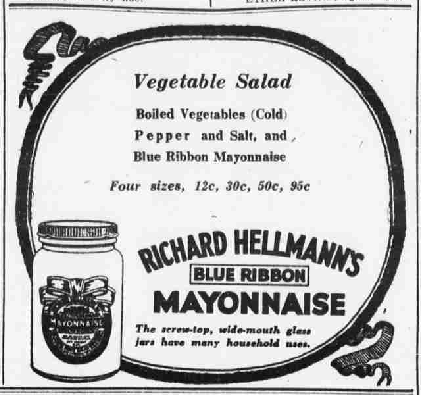
Publicidad de mayonesa Hellmann's en 1922.

En 1903, Richard Hellmann (1876-1971) emigró desde Vetschau, en Prusia (en la actual Alemania), a la Ciudad de Nueva York, donde en agosto de 1904 se casó con Margaret Vossberg, cuyos padres eran dueños de un delicatessen. A mediados de 1905, Hellmann abrió su propio restaurante, en el 490 de la Avenida Columbus, donde desarrolló su primera receta de mayonesa, servida en pequeñas porciones a los clientes. Se volvió tan popular que empezó a venderla en grandes cantidades a otras tiendas, mejorando constantemente la receta para evitar que se echara a perder.
En 1913, construyó una fábrica para producir su mayonesa en cantidades aún mayores, y empezó a venderla el 1 de septiembre bajo el nombre de Hellmann's, viendo aumentar las ventas después de cambiar los frascos de piedra por unos de cristal transparente  de menor tamaño que podían ser reutilizados para el enlatado casero después de venderlos con un anillo de goma por 1 penique.
En mayo de 1914, simplificó la etiqueta de tres cintas a una sola cinta azul, y registró la marca junto con el nombre "mayonesa Blue Ribbon". En 1915 vendió su tienda y abrió una pequeña fábrica de mayonesa en el 120 de Lawrence Street, ahora 126 West, en Manhattan. Al finalizar el año ya tenía una fábrica más grande, ubicada en el 495/497 de Steinway Street, en Long Island City. 
En febrero de 1916, la compañía fue incorporada como Richard Hellmann Inc., después de lo cual probó brevemente con otros productos, tales como rábano picante y pan, antes de decidir concentrarse en la mayonesa y ampliar la distribución fuera del área de Nueva York. En noviembre de 1919, licenció a John Behrmann para producir la mayonesa en Chicago. 
En 1920, el New York Tribune pidió a tres cocineros que calificaran marcas de aderezos comerciales y votaron a Hellmann's como la mejor mayonesa, señalando que tenía más aceite que cualquier otra que probaran. Esto ayudó a impulsar las ventas. 
El 29 de julio de 1920, Hellmann's se convirtió en ciudadano de los Estados Unidos. Más tarde ese año, Margaret Hellmann murió, y el 11 de mayo de 1922 se casó con su segunda esposa, Nina Maxwell, hija de William J. Maxwell.
En 1922, después de que la mayonesa fuera lanzada en Toronto, Canadá, Hellmann comenzó a construir una fábrica más grande de 5 pisos en un bulevar al norte de Long Island City. Estando de luna de miel en San Francisco, California, Hellmann decidió abrir una planta allí también, estableciendo una oficina y solicitando vendedores. El primer libro de cocina de la mayonesa Hellmann's fue publicado por Behrman en Chicago.
Mientras que la mayonesa de Hellmann's prosperó en la Costa Este de los Estados Unidos, vendiendo $15 millones de dólares por año en 1927 con utilidades por $1 millón, en California la compañía Postum Foods (después conocida como Best Foods) introdujo su propia mayonesa, la Mayonesa Best Foods, que se hizo popular en la Costa Oeste de los Estados Unidos, y que operaba una importante planta en San Francisco. 
En agosto de 1927, Postum Foods (también conocida como Best Foods) compró la marca Hellmann's, permitiéndole al Sr. Hellmann retirarse. Para entonces, ambas marcas de mayonesa tenían cuotas de mercado tan dominantes en sus respectivas mitades del país que la compañía decidió que ambas marcas y recetas se preservaran junto con sus territorios.
En 1955 Best Foods adquirió Rosefield Packing, fabricantes de la mantequilla de cacahuete Skippy. En 1958 Best Foods fue comprada por Corn Products International para formar Corn Products Company, que en 1969 se convirtió en CPC International Inc. La mayonesa Hellmann's llegó al Reino Unido en 1961 y para fines de los años 80 tenían más del 50% de la cuota del mercado. 
Antes de 1960, Hellmann's y Best Foods eran promocionadas en el mismo anuncio, lo que señalaba que  Hellmann's y Best Foods eran el mismo producto bajo diferente nombre, uno para el este y otro para el oeste del país. Alrededor de 1968, la marca Best Foods añadió el "Blue Ribbon" de la marca Hellmann's, haciéndolos productos hermanos. Desde 2007 ambas marcas tienen exactamente el mismo diseño. 
En 1997, CPC International se dividió en dos compañías: Bestfoods, convirtiéndose en su propia empresa una vez más, y también incluyendo la marca Corn Product International. Bestfoods fue adquirido por Unilever en 2000.

### Cuestiones de receta y marketing
Cuando Best Foods adquirió Hellmann's, decidió conservar las respectivas recetas para ambas mayonesas. Hoy en día, los dos productos se fabrican en la misma planta. Sin embargo, al menos hasta junio de 2003, las recetas eran casi idénticas. 
Ambas etiquetas contienen los mismos ingredientes: aceite de soja, agua, huevos enteros, yemas de huevo, vinagre, sal, azúcar, jugo de limón, cálcico disódico y sabores naturales. Best Foods puede contener más jugo de limón, aunque los ingredientes ordenados por volumen son los mismos que los de Hellmann's. Sin embargo, la letra pequeña en sus respectivos anuncios, publicidad y sitios web afirman: "Hellmann´s es conocida como Best  Foods al oeste de las Rocallosas" y "Best Foods es conocida como Hellmann´s al este de las Rocallosas". 
Mantener las identidades separadas de ambas marcas en Estados Unidos plantea algunos desafíos únicos. Las campañas de marketing para ambos productos son idénticas. Hellmann's y Best Foods deben hacer comerciales de televisión por separado para cada producto y no pueden utilizar los medios de comunicación a nivel nacional para comercializar su producto.

## Lista de productos
- Mayonesa Hellmann; mayonesa original.
- Mayonesa Hellmann' Más Limón; mayonesa con más jugo de limón.
- Mayonesa Perú, 0% de grasa y con sardina
- Mayonesa Hellmann's 0% Colesterol; mayonesa sin colesterol.
- Hellmann's; mayonesa con ajo.
- Tuna Hellmann's; mayonesa con atún.
- Aceite de Hellmann's; mayonesa con aceite.
- Hellmann's Olive; mayonesa con aceitunas.
- Hellmann's Hot; mayonesa con pimienta
- Hellmann Fresh; mayonesa con hierbas, ajo y jugo de limón
- Salsa tártara de Hellmann; mayonesa con zanahorias, pepinos y cebollas
- Hellmann's Delight; a base de leche y mayonesa
- Ketchup Hellmann's; en las versiones originales y picantes.
- Hellmann's salsa de mostaza